# PARIS-B
 (juin 2023).
Il peut être nécessaire de l'améliorer pour respecter le principe de neutralité de point de vue. Veuillez consulter la page de discussion pour plus de détails.

PARIS-B est une galerie spécialisée dans l'art contemporain, située dans le quartier du Marais à Paris.

## Historique
PARIS-B (anciennement Galerie Paris-Beijing) a été fondée à Pékin en décembre 2006 par Flore Sassigneux et Romain Degoul, au cœur du District 798 (Dashanzi).
En plein essor de l’art contemporain en Chine à l’époque, la galerie souhaitait offrir un espace d’exposition consacré à la photographie contemporaine chinoise.
PARIS-B ouvre en 2009 un second espace à Paris afin de promouvoir la scène photographique asiatique contemporaine auprès du public auquel elle fait découvrir des artistes comme Ren Hang, Liu Bolin, Yang Yongliang, Yang Yi et Wang Ningde,,.
L’année 2014 marque un tournant pour la galerie qui s’installe dans de nouveaux locaux rue de Turbigo à Paris et ouvre sa programmation aux artistes plasticiens de tous horizons comme Sebastian Wickeroth, Mehmet Ali Uysal ou Volkan Aslan.
À partir de 2017, la galerie consacre une partie de son espace d’exposition, le PBProject, au soutien et à l’accompagnement de la jeune création, en y exposant des artistes comme Baptiste Rabichon, Lucia Tallova ou Léa Belooussovitch.
La galerie est ouverte à l’international à travers son réseau de galeries partenaires, sa participation aux foires (Paris Photo, Art Miami, Art Stage Singapore, Drawing Now Art Fair, Art Basel Hong Kong et Art Brussels), festivals (Rencontres d’Arles, Images Vevey), et ses partenariats institutionnels (Maison Européenne de la Photographie, Musée de l’Homme, Centre Pompidou à Paris, Musée de l’Elysée à Lausanne),,.
La galerie publie régulièrement ouvrages et monographies consacrés à ses artistes et à ses expositions.
La galerie est membre du Comité Professionnel des Galeries d'Art et également de Paris Gallery Map.

## Artistes représentés
| - Volkan Aslan - Marion Bataillard - Léa Belooussovitch - Liu Bolin - Wang Bing | - Marion Charlet - Dorian Cohen - Shen Han - Ren Hang - Wang Haiyang | - Jacques Julien - Randa Maroufi - Qi Zhuo - Baptiste Rabichon - Fu Site | - Lucia Tallová - Mehmet Ali Uysal - Justin Weiler - Yang Yongliang |

## Publications

### Ed. Galerie PARIS-B
- Third Front, Chen Jiagang, Pékin, 2007[9]
- Some Days, Wang Ningde, Pékin, 2010[10]
- New Photography in Korea, Tome I, Pékin, 2010
- New Photography in Korea, Tome II, Pékin, 2011
- A history of Chinese contemporary photography, Pékin, 2012[11]
- Yang Yongliang - Artificial Wonderland, Pékin, 2013[12]
- Liu Bolin, Pékin, 2013[13]
- Day is Done, Ghost Of A Dream, Pékin, 2014[14]
- Léa Belooussovitch, Paris, 2019[15]

### Contributions
- Liu Bolin, Editions de La Martinière, Paris, 2014[16]
- Wombat n°30 - Liu Bolin, Paris, 2018